# イングリット・カーフェン
イングリット・カーフェン（Ingrid Caven、1938年8月3日 - ）は、ドイツの女優、歌手。

## 経歴
1938年3月8日、ザールブリュッケンに本名 Ingrid Schmidt として生まれる。妹にオペラ歌手のトゥルデリーゼ・シュミット（1942年 - 2004年）がいる。
1969年、ライナー・ヴェルナー・ファスビンダー監督の初長編作『愛は死より冷たい Liebe ist kälter als der Tod 』で映画デビュー、以後ファスビンダー監督の多数の作品に出演。1974年、ジャン・ユスターシュ監督の『ぼくの小さな恋人たち』に出演する。1978年、ファスビンダー監督の『13回の新月のある年に』に出演する。
ファスビンダー監督と1970年に結婚、二年後の1972年に離婚。
ダニエル・シュミット監督の初長編『今宵かぎりは…』（1972年）、代表作『ラ・パロマ』（1974年）など5作品に出演し、シュミット監督の女神（ミューズ）と評される。

## フィルモグラフィー

### 映画
- 愛は死より冷酷 Liebe ist kälter als der Tod （1969年）
- 悪の神々 Götter der Pest （1970年）
- 四季を売る男 Händler der vier Jahreszeiten （1971年）
- ルートヴィヒ2世のためのレクイエム（1972年）
- 今宵かぎりは…（1972年）
- ラ・パロマ（1974年）
- ぼくの小さな恋人たち（1974年）
- 自由の代償（1975年）
- シビルの部屋（1976年）
- 13回の新月のある年に In einem Jahr mit 13 Monden （1978年）
- 愚か者の日（1981年）
- デビルス・パラダイス 悪魔の楽園（1987年）
- 季節のはざまで（1992年）
- 私の好きな季節（1993年）
- ダニエル・シュミット 思考する猫（2010年）
- サスペリア（2018年）

## ディスコグラフィー

### スタジオ・アルバム
- Au Pigall's（1978年）
- Der Abendstern（1979年）
- Erinnerung An Edith Piaf（1983年）
- Spass（1986年）
- Chambre 1050（1996年）
- Helle Nacht（1998年）

### ライヴ・アルバム
- Live in Hamburg（1980年）

### シングル
- Beim Letzten Tango（1986年）